# Cirò
Cirò és una localitat d'Itàlia de la província de Crotona, regió de Calabria, amb 2.534 habitants el 2021.

## Persones il·lustres
- Nicodemo Gentile, advocat, escriptor i personalitat televisiva